# Chambers County (Alabama)
Chambers County is een county in de Amerikaanse staat Alabama.
De county heeft een landoppervlakte van 1.547 km² en telt 36.583 inwoners (volkstelling 2000). De hoofdplaats is Lafayette.

## Bevolkingsontwikkeling

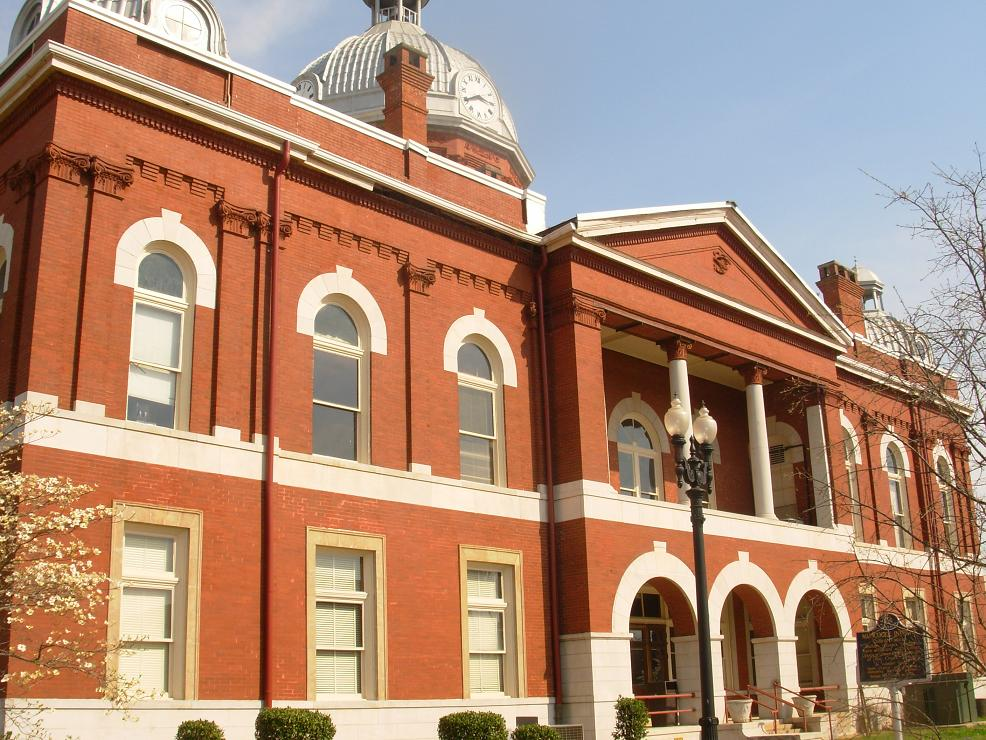
Chambers County Courthouse